# Сомали (котка)
Сомали или още сомалийска котка е вид порода котки. Произхожда от породата абисинска котка. Съществува разнообразие на шарки и цветове. Много лесно се привързва към членовете на семейството, игрива е, ласкава и любопитна. Сомали не обича самотата и затворените пространства.
Породата е въведена през 1972 година в САЩ след дълга селекционна работа, а през 1982 г. в Европа, призната е от международната федерация за самостоятелна порода през 1985 година.